# Алворада (Риу-Гранди-ду-Сул)
Алворада (порт. Alvorada) — муниципалитет в Бразилии, входит в штат Риу-Гранди-ду-Сул. Составная часть мезорегиона Агломерация Порту-Алегри. Входит в экономико-статистический микрорегион Порту-Алегри. Население составляет 214 953 человека на 2006 год. Занимает площадь 70,811 км². Плотность населения — 3035,6 чел./км².

## История
Город основан 17 сентября 1965 года.

## Статистика
- Валовой внутренний продукт на 2004 год составляет 710 084 000,00 реалов (данные: Бразильский институт географии и статистики).
- Валовой внутренний продукт на душу населения на 2004 год составляет 3456,00 реалов (данные: Бразильский институт географии и статистики).
- Индекс развития человеческого потенциала на 2000 год составляет 0,768 (данные: Программа развития ООН).